# Зырянская Троица
«Зырянская Троица» — икона Святой Троицы XIV века, согласно преданию, написанная святителем Стефаном Пермским, имеющая древнейшую сохранившуюся надпись на коми-зырянском языке, сделанную древнепермским письмом.

## Описание
Икона представляет собой доску вертикального формата, склеенную из трёх частей, имеющую следы двух накладных шпонок. Ковчег отсутствует. Живописный слой — темпера на левкасе и паволоке.
В нижней части средника иконы на белом фоне помещена надпись на коми-зырянском языке, сделанная древнепермским письмом. Подписи на коми-зырянском языке имеются, в противоречие традиции, у изображений ангелов.

### Иконография и стиль
Икона Зырянская Троица представляет собой своеобразную трактовку традиционной позднепалеологовской иконографии Гостеприимства Авраама.
На иконе изображены три ангела (Ветхозаветная Троица), восседающие за столом на большой скамье-сопрестолии. Слева (от зрителя) представлен «Сын», в середине — «Отец», справа — «Дух». Слева внизу изображены Авраам и Сарра, внизу — телец, на фоне — строение с башенкой (палаты Авраама) и дерево (Мамврийский дуб).
Выбор сюжета для этой иконы и для находившейся в той же церкви, а ныне утраченной, иконы Сошествия Святого Духа, которая также имела надпись на коми-зырянском языке, отражает миссионерские идеи святителя Стефана Пермского, пришедшего к язычникам, чтобы принести весть о едином Боге, и проповедовавшего на зырянском языке.
Особое место, которое уделено на иконе изображению Мамврийского дуба, заставляет вспомнить легенду о «прокудливой берёзе» — тотеме зырян, посечённом святителем Стефаном. Три больших ветви дуба символически и художественно соотносятся с идеей Триединства. Чаша на престоле, покрытом белой тканью, символизирует евхаристическую жертву.

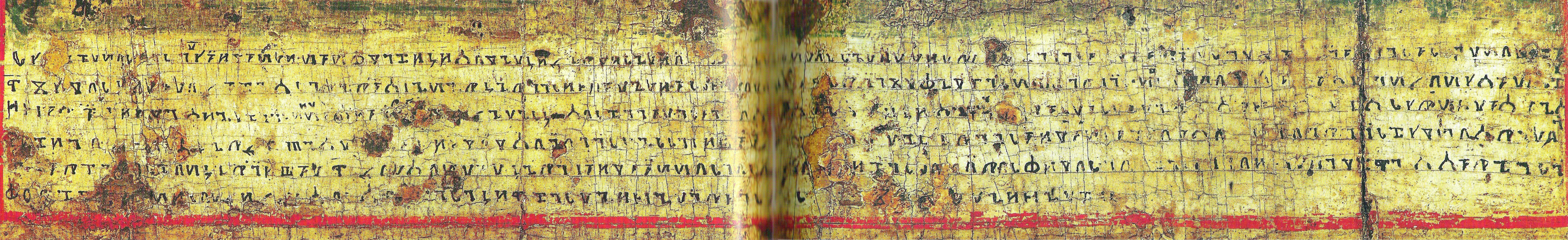
Древнейшая надпись на коми-зырянском языке, сделанная древнепермским письмом

## История
- Последняя четверть XIV века (после 1379 г.) — создание иконы. Икона являлась храмовым образом Троицкой церкви погоста Вожема Яренского уезда Вологодской губернии;
- 1778 г. — икона обнаружена устюжским штабс-лекарем академиком Яковом Фризом, который обращает внимание на текст;
- 1790 г. — текст опубликован в Альманахе Академии Наук, икона входит в научный оборот;
- 1796—1801 гг. — икона перевезена в Софийский собор (Вологда);
- 1827 г. — широкое почитание, икону украшают богатым серебряным ризом;
- 1830-е гг. — хранится в алтаре собора среди обветшавшей утвари, оклад продан;
- 1841 г. — находится в кабинете епископа Иннокентия (Борисова) на Архиерейском дворе;
- 1847 г. — икона поновлена местным иконописцем А. П. Поваровым — крестьянином села Коровничьего, вотчины Спасо-Прилуцкого монастыря, установлена в трапезной Воскресенского собора;
- 1928 г. — поступила в Вологодский государственный музей-заповедник;
- 1985 г. — находится в экспозиции древнерусского искусства художественного отдела Вологодского государственного историко-архитектурного и художественного музея-заповедника.

### Авторство
Достоверно не установлено. Сведения об авторстве святителя Стефана Пермского относятся к концу XVIII века, и записаны Яковом Фризом со слов сельских прихожан. В подробном Житии святого, написанном через год после его преставления в 1396 году лично знавшим святителя иеродиаконом Епифанием Премудрым, сведений о том, что святой занимался иконописанием, нет. Паломничества к иконе во время её нахождения в Троицкой церкви не было. Святителю Стефану Пермскому приписывалось авторство нескольких икон и крестов с зырянскими надписями, часть из которых имела достоверно более позднее происхождение.
Некоторые исследователи предполагают, что икона была написана великоустюжским мастером. Однако отсутствие других икон этого периода с достоверным устюжским происхождением говорит против этой гипотезы. Некоторые стилистические признаки (например, колорит) могут указывать на ростовскую традицию.

### Реставрация и современное состояние иконы
Точные сведения о реставрации иконы в 1930—1940-х годах отсутствуют, возможно, в это время были сделаны пробные расчистки. По сообщению Н. И. Федышина, раскрытие было крайне небрежно выполнено одним из учеников А. И. Брягина после 1945 года. В 1968—1973 годах икона реставрировалась в ВЦНИЛКР Е. М. Кристи.
По причине непрочности основания «Зырянская Троица» лишь однажды экспонировалась вне музея — на выставке «Живопись Вологодских земель» в Центральном музее древнерусской культуры и искусства имени Андрея Рублёва в 1976 году.
Правительство Республики Коми неоднократно обращалось в ВГИАХМЗ с просьбами передать икону на постоянное хранение в Национальный музей республики, но эти ходатайства были отклонены по причине особой значимости иконы для вологодской культуры.

### Списки
1. Список, находившийся в церкви Симеона Столпника в Великом Устюге и, вероятно, созданный ещё до вывоза «Зырянской Троицы» в Вологду.
2. Список, сделанный после вывоза древнего образа в Вологду, хранился в Вожемской церкви.
3. Два списка были выполнены художниками-реставраторами ОАО «Купина» (Москва) и И. Н. Федышиным. Один из них, освящённый 25 апреля 1996 года в Храме Христа Спасителя Патриархом Алексием II, передан в Свято-Вознесенский собор Сыктывкара[6]. Второй находился в личных покоях архиепископа Вологодского и Великоустюжского Максимилиана.